# 迈喇木事件
迈喇木事件是1760年发生在新疆的动乱。这年农历六月，清朝官员阿里衮自喀什噶尔到叶尔羌，遇到雅木紥尔伯克迈喇木煽动动乱，谣称阿睦尔撒纳又到阿克苏，煽动群众动乱。阿里衮回到喀什噶尔，组织八百人出发，到伯什克勒木，与迈喇木等千馀人作战，清军胜利。迈喇木等入城坚守，清军围城，夜里四鼓天，城里乞降，迈喇木逃跑。乾隆帝奖阿里衮应机立办，授其子拜唐阿丰升额蓝翎侍卫。阿里衮后来抓到迈喇木等送北京，升额三等侍卫，授其次子倭兴额蓝翎侍卫。

## 过程
六月初七，玉斯屯阿喇图什城把总等报称、回人（清朝的回泛指穆斯林）抢掠台站人马牲只，围困城堡。
六月初九，有回人四十余人步行，各持木棍，袭击清兵，抢掠牲只衣粮，又遇到叶尔羌护送马驼兵丁，又行抢劫，叶尔羌办事都统侍郎海明等即派副都统丰安选兵六十名，前往接续台站，擒拏贼犯。十一日，叶尔羌伊什罕伯克阿布都喇伊木等向清政府呈送维吾尔文逆书，称呢雅斯伯克等于六月初五起事，阿睦尔撒纳遣使来告：初六日攻克乌什。此信息由牌租阿巴特送至鄂坡勒、库勒塔里木、叶尔羌等地。经清朝调查，系谣言。清军选兵五十名，令蓝翎侍卫富柱等、策应丰安侦探情形。一面备办官兵马驼。额敏和卓派亲信护卫等，传令英吉沙尔加强防范。并抚慰布鲁特等。海明等又通知和阗总兵丑达一体防范。又知会舒赫德等人。乾隆帝农历七月得到消息，批示新疆地方，倘若只是流言，不必担心，如果真有人敢煽动动乱，“不可不痛加惩创”。命令舒赫德领兵一二千名，加强剿捕。乾隆帝特别指出，如果有厄鲁特人在内逃往伊犁，就令阿桂就近堵剿。如果只是回人动乱，“务宜全行剿灭”。官兵犯错误的，严察治罪。六月十五日，叶尔羌办事大臣海明等报，抢掠台站的主要是失业贫民。他们打着准噶尔部旗号，掩盖罪行。当地回人，人心希望安定，不会有大动乱，希望军事行动保密，另外公开信息，揭穿谣言，只要拏获传谣之人此事即可明晰。乾隆帝指出，抢掠台站不可饶恕，应当武力解决，对情有可原者亦当安抚。另外要嘉奖举报者阿布都喇伊木。
在清朝将领丰安带领下，清军擒获迈玛第敏等抢劫者。阿里衮听说迈喇木等煽动动乱就回喀什噶尔安抚。并领兵往牌租阿巴特查拿。乾隆帝指出：“新疆回人敢行倡乱必当痛加惩创。”命令舒赫德等“将首恶及其家口全行正法。逆党亦皆正法。其妻子分赏官兵。不必送京。即已起程在途。俱令解回办理。”阿里衮因没有提前预知，回京谕旨。
准提督董孟报称：六月初七当天迈喇木并未在家，他派兵查缉，于中途遇迈喇木所属回人七骑。即行抓捕，只有哈三和卓脱逃。阿里衮速回喀什噶尔。据董孟告称，伯克迈喇木制造谣言，称阿睦尔撒纳越过库库讷克岭，攻克阿克苏。煽惑动乱。阿里衮即派兵抓捕，行至伯什克勒木附近，遇到上千暴民。阿里衮率官兵八百余名力战。暴民入城坚守。清军以枪炮攻围。是夜四鼓、阖城呼号乞命。迈喇木同三四人渡河潜逃。清军抓获迈喇木所属托克托默特、玛穆特索丕等。清军向牌租阿巴特一路尾追，至克色勒河。当地人说，牌租阿巴特之阿奇木伯克呢雅斯听说迈喇木逃来，与他同行。不知所往。清军分途追捕。乾隆帝表彰阿里衮、丰安、扬宁等。阿里衮子拜唐阿丰盛额、著授为蓝翎侍卫。额敏和卓、丰安、扬宁、茂萨、亦著交部议叙。色提巴勒氐、托克托和卓等。酌量奖赏。奖赏有功、伤亡官兵。乾隆帝表示如果迈喇木逃往布噜特，即遣人晓示利害，令其擒献受赏。如果布噜特隐匿推诿，“可速整兵攻其无备。”
迈喇木夜里于城北掘墙逃走。阿里衮率部队追至牌租阿巴特河，正在造筏欲渡，收到消息，迈喇木会同呢雅斯逃走。清军追至萨林都。清军认为迈喇木逃亡布噜特，就派总管巴雅尔、公茂萨前追。阿里衮领兵防守要隘。因提督董孟患病，调总兵扬宁等巡查堵截。六月十八日，巴雅尔等报称，追至和罗木鲁克，见到迈喇木等要聚餐，随即出击，活捉迈喇木、呢雅斯，将其家口属人剿杀。收获马骡军器等。据审，呢雅斯听多伦回人等传说阿睦尔撒纳来信，告之迈喇木。适值议派迈喇木轮班进京。听说和什克伯克等户口都送京安插。迈喇木恐被留在内就与呢雅斯商议，鼓惑人心。结果被官兵击败。迈喇木投向呢雅斯。呢雅斯又将所缚兵丁二十人杀害，与他同逃。阿里衮派官兵将迈喇木、呢雅斯、解京。乾隆帝再次嘉奖，其子丰盛额、著加恩授为三等侍卫。次子倭盛额、著授为蓝翎侍卫。公品级茂萨著封公爵、总管巴雅尔著授副都统职衔。乾隆帝还下令，如明伯克萨罕和卓、颇罗特和卓、摩罗额都色勒木等人杀害兵丁“务须穷搜尽获以彰国宪”呢雅斯供称：噶匝纳齐迈玛第敏并未从贼。英吉沙尔之哈子沙巴伯克图里野和卓等接得逆书观望欺隐，被拏解来京。
乾隆帝下令稽查编造谣言之人。
被抓捕者供出犯人共二百二十二名。内哈子伯克呢雅斯索丕等十六名。附和为从之小伯克及回人共二百零六名。将各犯在喀什噶尔正法示众。妻子赏给额敏和卓等为奴。迈喇木纠合伯什克勒木二十村庄回人拒捕。共计剿杀四百八十六人。擒获一百六十七人。乞降男妇一千九十四名口。
阿布都喇伊木有举报之功，由四品顶带加赏二品顶带。